# Union megye (Indiana)
Union megye az Amerikai Egyesült Államokban, azon belül Indiana államban található. Megyeszékhelye és legnagyobb városa Liberty. Lakosainak száma 7087 fő (2020. április 1.).

## Szomszédos megyék
- Wayne megye (észak)
- Preble megye (kelet)
- Butler megye (délkelet)
- Franklin megye (dél)
- Fayette megye (nyugat)

## Népesség
A megye népességének változása:
| Lakosok száma | 7531 | 7475 | 7349 | 7277 | 7182 | 7087 |
|               | 2010 | 2011 | 2012 | 2013 | 2015 | 2020 |